# Kopvoddentaks
De kopvoddentaks (ook geschreven als kopvoddentax) of hoofddoekjesbelasting was een idee van de Nederlandse politicus Geert Wilders (PVV) voor een aparte belasting ('taks'/'tax') op het dragen van een hoofddoek door moslimvrouwen. Hij baseerde dit neologisme op de eveneens door hemzelf als eerste gebruikte pejoratieve term kopvod voor hoofddoek.

## Achtergrond
Wilders deed zijn voorstel tot het invoeren van een hoofddoekjesbelasting op 16 september 2009 tijdens de Algemene beschouwingen. Wie een hoofddoekje wilde dragen zou hiervoor een vergunning moeten aanvragen die duizend euro per jaar zou gaan kosten. Zo wilde Wilders het dragen van hoofddoekjes ontmoedigen. De opbrengst zou onder meer naar blijf-van-mijn-lijfhuizen gaan.
Op Wilders' voorstel volgde ongeloof en kritiek van andere politieke partijen. Zo vroeg D66-fractieleider Alexander Pechtold zich af: "Is dit het Leids cabaretfestival?" en wilde hij weten of de hoed van minister Ronald Plasterk ook onder de heffing viel. De Egyptisch-Nederlandse publiciste Nahed Selim vroeg zich af of Wilders zich had laten inspireren door de speciale belastingen voor joden en christenen die tot halverwege de 19e eeuw in islamitische landen zijn geheven. Zij noemde Wilders' voorstel "een gemiste kans" en had liever gezien dat hij de aandacht had gevestigd op de islamisering van de openbare ruimte.
Toen in november 2009 het Belastingplan werd behandeld, daagde het Kamerlid Farshad Bashir (SP) het Kamerlid Teun van Dijck (PVV) uit een amendement in te dienen. Van Dijck gaf daarop aan dat hij dat niet zou doen, omdat het voorstel door de PVV niet was doorberekend.
In januari 2010 maakte journaliste Karen Geurtsen van HP/De Tijd bekend dat men destijds ook binnen de PVV kritisch op het idee had gereageerd, en dat Wilders later zou hebben toegegeven dat zijn voorstel te ver ging. Geurtsen was van de gang van zaken binnen de PVV-fractie op de hoogte doordat zij undercover stage had gelopen bij de fractie. Wilders noemde het in een reactie echter "echt onzin" dat hij intern zou hebben toegegeven dat zijn voorstel te ver ging.
In de verkiezingsprogramma's 2010-2015 en 2012-2017 van de PVV kwam het woord 'kopvoddentaks' niet voor. Wel werd ook hier weer gepleit voor het belasten van hoofddoekjes.

## Trivia
- Kopvoddentaks werd voorgesteld als woord van het jaar 2009. Op het congres van het genootschap Onze Taal, dat op 21 november in Utrecht werd gehouden, werd echter gekozen voor twitteren.[9]